# 通俗天文學 (美國雜誌)
《通俗天文學》或《大眾天文學》（Popular Astronomy）是在1893年至1951年間針對業餘天文學家發行的一本雜誌。它是《恆星使者》（The Sidereal Messenger）在1892年停刊後的繼任者。通俗天文學每年一卷，包含10本期刊，總共發行了59卷。
第一任的編輯是卡爾頓大學的威廉·佩恩（William W. Payne），從1893年至1911年。他的繼任者是赫伯特·C.威爾遜（Herbert Charles Wilson）。夏洛特·威拉德（Charlotte R. Willard）從1893年至1905年擔任共同編輯。
這本雜誌在美國的業餘變星觀測的發展中發揮了重要的作用。